# Catherine Hayes
Ej att förväxla med Catherine Hayes, huvudperson i serielbumet Medley av Lisa Medin.
Catherine Hayes, född 1690 i närheten av Birmingham, död 9 maj 1726 i London, var en engelsk kvinna som avrättades dömd som skyldig till att ha mördat sin make.

## Bakgrund
Catherine Hayes rymde hemifrån vid 15 års ålder och arbetade sedan som prostituerad och som tjänare innan hon år 1713 gifte sig med sonen till sin arbetsgivare, John Hayes. Paret flyttade till London år 1719, där John livnärde sig som kolhandlare och penningutlånare. Äktenskapet blev så småningom olyckligt, eftersom Jon inte kunde tillfredsställa Catherine varken sexuellt eller ekonomiskt. År 1725 övertalade Catherine maken att ta emot en inackordering, den artonårige skräddaren Thomas Billings, som i själva verket var hennes utomäktenskaplige son. Snart därefter tog paret även emot Billings vän, slaktaren Thomas Wood, som inackordering. Catherine Hayes inledde sedan ett sexuellt förhållande både med sin son Thomas Billings och med Thomas Wood. Hon övertalade sedan Bilings och Wood att döda maken. 

## Mordet
Den 1 mars 1725 drack sig John Hayes, Thomas Billings och Thomas Wood berusade på krogen efter ett vad om vem som kunde dricka mest alkohol utan att bli berusad. Vid hemkomsten föll John Hayes i sömn, och Billings högg honom sedan i huvudet med en yxa. Woods hjälpte sedan Billings att döda Hayes med flera hugg med yxan. Hayes huvud avlägsnades sedan och slängdes i Themsen, medan hans kropp styckades av Wood, varefter den sänktes i en damm i Marylebone. 
Då huvudet blev återfunnet, placerades det till offentlig beskådning på en spik vid Saint Margaret's Church för identifikation. Tre olika vittnen identifierade huvudet som John Hayes. Catherine Hayes hävdade att maken var bortrest. En av John Hayes affärspartners, Ashby, vägrade att acceptera detta, och då hon sade att maken hade lämnat landet efter att ha dödat en man kontaktade han polisen. Då Ashby återvände till Catherine Hayes med polisen fann man henne i säng med Thomas Billings. Paret blev då arresterade. Den 26 mars återfanns även den styckade kroppen. 

## Rättsprocess
Rättegången öppnade 16 april 1726. Fallet var ett av de mest uppmärksammade i Storbritannien, och var det första brittiska styckmordet som rapporterades i tidningarna. Huvudet konserverades i gin, och visades upp för Catherine, som uppmanades att röra vid det. Enligt samtida vidskepelse, kunde en mördare inte vidröra sitt offer utan att avslöjas. Catherine vidrörde dock huvudet och visade sig sorgsen inför myndigheterna. Thomas Wood, som hade varit bortrest, arresterades då han återvände till London. Han erkände och angav både Catherine och Billings. Han hävdade att Catherine hade gett honom och Billings pengarna för att göra Hayes berusad, och att Billings hade slagit ihjäl Hayes medan han hade styckat kroppen. Catherine bekände sin skuld och hävdade att det var Satan som hade styrt deras handlingar. Hon uppgav att hon inte hade deltagit i själva mordet utan endast hade hållit ett ljus medan Billings och Woods hade styckat kroppen. 
Catherine Hayes dömdes som skyldig för medhjälp till Thomas Billings mord på hennes make. Thomas Billings och Thomas Wood dömdes båda för mord. Thomas Billings och Thomas Wood dömdes till hängning, medan Catherine Hayes dömdes till att brännas på bål. Orsaken till de skilda domarna var att Catherine Hayes hade mördat sin man, vilket inte räknades som mord i vanlig mening utan som "litet förräderi". Medan stort förräderi var förräderi mot monarken och staten, räknades litet förräderi som mord på en överordnad, vilket inte bara en arbetsgivare utan också en äkta man ansågs vara. Detta sågs som ett brott mot samhällssystemet och bestraffades därmed som förräderi, vilket för en kvinna var bränning på bål.       
Catherine uppgav till fängelseprästen att hon inte kände någon ånger, eftersom John Hayes hade behandlat henne grymt, men att hon var förfärad över att bli bränd på bål.

## Avrättning
Den 9 maj 1726 utfördes avrättningen på Tyburn. Catherine Hayes och Thomas Billings skulle avrättas tillsammans med ytterligare åtta män. Thomas Wood hade avlidit i fängelset före avrättningen. Männen avrättades först, och Catherine fick åse hängningen. 
Hon blev sedan fastbunden vid en påle med järnkedja. Sedan Prudence Lee 1652 hade personer som dömts till detta straff i praktiken blivit strypta innan bålet antändes. Runt halsen hade hon en krage med ett rep fastgjort genom ett hål i pålen, genom vilket bödeln Arnet kunde strypa henne på avstånd, något som vid denna tid hade blivit sed då en person dömdes till att brännas på bål. Då elden började brinna bad hon bödeln att strypa henne, men då han började flammade lågorna i hans vindriktning, och han släppte därför repet. Catherine ska ha försökt knuffa bort de brinnande knippena och skrikit tre gånger innan elden dolde henne för publiken. Enligt vissa vittnesmål ska Arnet vid hennes skrik ha kastat en vedklappe i huvudet på henne som krossat hennes skalle. Det tog en timme innan hennes kropp hade brunnit ut. 
Kvinnor som hade mördat sina äkta män blev dömda till att brännas på bål i Storbritannien fram till år 1793, och som straff för förräderi fram till 1790. Efter år 1700 hade det dock i realiteten blivit vanligast att bödeln ströp dem innan de började brinna, och Catherine Hayes räknas som den sista kvinna i Storbritannien som i realiteten brändes levande.  